# 賴特縣 (愛阿華州)
賴特縣（英語：Wright County）是美國愛荷華州北部的一個縣。面積1,509平方公里。根據美國2000年人口普查，共有人口14,334人。縣治克拉里恩（Wright）。
成立於1851年，縣名紀念紐約州州長、眾議員、參議員賽勒斯·賴特（Silas Wright）和印地安納州州長約瑟·阿爾伯·賴特（Joseph Albert Wright）。